# Karl Schenk
Johann Karl (ook Carl) Emmanuel Schenk (Bern, 1 december 1823 - aldaar, 18 juli 1895) was een Zwitsers gereformeerd dominee en politicus.

## Biografie
Schenk was de zoon van een werktuigkundige. Op elfjarige leeftijd was hij wees. Hij was het grootste deel van zijn jeugd op een internaat in Korntal (Württemberg). Toen hij volwassen was ondernam Schenk enkele reizen. Hij bezocht onder andere Venetië waar zijn broer, Christian Schenk, als gieter werkte. Van 1839 tot 1842 volgde Schenk het gymnasium in Bern en studeerde daarna theologie. Reeds op 22-jarige leeftijd studeerde hij af. In 1845 werd hij vicaris en daarna dominee in Schüpfen. In 1848 trouwde hij met Elise Kähr. Het echtpaar kreeg negen kinderen, van wie er twee op jonge leeftijd overleden.
Al sinds zijn studie was hij een aanhanger van het radicale liberalisme en ook als dominee bleef hij deze politieke stroming trouw. Op 32-jarige leeftijd werd Schenk als opvolger van Jakob Stämpfli in de Regeringsraad (kantonale regering) van het kanton Bern gekozen. Van 1 juni 1858 tot 31 mei 1859, van 1 juni 1860 tot 31 mei 1861 en van 1 juni 1862 tot 31 mei 1863 was Schenk voorzitter van de Regeringsraad. Van 1863 tot 1864 was Schenk tevens voorzitter van de Nationale Raad (federaal parlement).
Op 12 december 1863 werd Schenk in de Bondsraad (federaal parlement) gekozen. Hij bleef in de Bondsraad tot zijn dood op 18 juli 1895.  Als lid van de Bondsraad beheerde Schenk de volgende departementen:
- Departement van Binnenlandse Zaken (1864)
- Departement van Politieke Zaken (1865)
- Departement van Binnenlandse Zaken (1866-1870)
- Departement van Politieke Zaken (1871)
- Departement van Binnenlandse Zaken (1872)
- Departement van Financiën (1872)
- Departement van Binnenlandse Zaken (1873)
- Departement van Politieke Zaken (1874)
- Departement van Spoorwegen en Handel (1875-1877)
- Departement van Politieke Zaken (1878)
- Departement van Binnenlandse Zaken (1879-1884)
- Departement van Politieke Zaken (1885)
- Departement van Binnenlandse Zaken (1886-1895)

Hij voerde tijdens zijn ambtstermijn een sociale politiek en streefde onder andere verbetering van het onderwijs na. Hij reguleerde de alcoholverkoop, liet de Gotthardtunnel bouwen, bevorderde de werkgelegenheid en zette zich in voor de cultuur. Zijn initiatief ging uit voor de bouw van het Schweizerische Landesmuseum en de Schweizerische Landesbibliothek.
Schenk was in 1864, 1870, 1873, 1877, 1884 en 1892 vicepresident. In de jaren 1865, 1871, 1874, 1878, 1885 en 1893 was hij bondspresident. De jaren dat Schenk bondspresident was bekleedde hij tevens het ambt van minister van Politieke Zaken (dat is Buitenlandse Zaken).
Schenk is tot nu toe het langstzittende Bondsraadslid geweest.
Zijn einde kwam tragisch. Op 8 juli 1895 reed hij in een open koets. Onderweg wilde hij een doofstomme bedelaar een aalmoes geven. Hij verloor hierbij zijn evenwicht en viel uit de koets. Hij liep een zeer ernstige hersenschudding op en verloor zijn bewustzijn. Hij bleef in coma en overleed tien dagen later op 71-jarige leeftijd.